# Karl-Erich Graebner
Karl-Erich Graebner (* 1924) ist ein deutscher Fernsehautor und Moderator.

## Leben
Dem Studium der Biologie, Chemie, Physik und Geographie in München folgte die Promotion in Biologie und ein langjähriger Schuldienst mit mehreren Aufenthalten in Afrika an deutschen Schulen.
Frühzeitigen Forschungsarbeiten im eigenen mikrobiologischen und fotografischen Labor folgten Film- und Forschungsexpeditionen in Afrika und Mittel- und Südamerika, die Mitarbeit bei Bildreihen und bei Fernsehsendungen. Seit 1962 ist er ständiger Mitarbeiter des Zweiten Deutschen Fernsehens. Seine Hobbys sind Mikroskopie, Wandern, Gartenbau, Aquaristik und Orchideenzucht.

## Veröffentlichungen (Auswahl)
- Karl-Erich Graebner (1953). Vergleichend morphologische und physiologische Studien an Anobiiden- und Cerambyciden-Symbionten. 1953
- Karl-Erich Graebner (1969). Sinnesorgane des Menschen: Kontakte zur Umwelt. Umschau-Verlag, 1969 - 187 Seiten
- Karl-Erich Graebner (1969). Natur im Heim: Ein Handbuch für Tierliebhaber, Pflanzenfreunde und Sammler. Akademische Verlagsgesellschaft Athenaion M.B.H. Potsdam, 1969 - 311 Seiten
- Karl-Erich Graebner (1971). Biologie. Carl Habel Verlag, 1971 - 287 Seiten
- Karl-Erich Graebner (1975). Mikroskopie. Uitgeverij Helmond, 1975 - 43 Seiten, 1975 - 43 Seiten
- Karl-Erich Graebner (1977). Natur: Reich der tausend Wunder. Bertelsmann Lexikon-Verlag, 1977 - 478 Seiten
- Karl-Erich Graebner (1987). Freude an Orchideen. Prisma-Verlag, 1987 - 128 Seiten